# Райнек (Санкт-Галлен)
Райнек (нім. Rheineck SG) — місто  в Швейцарії в кантоні Санкт-Галлен, виборчий округ Райнталь.

## Географія
Місто розташоване на відстані близько 175 км на схід від Берна, 17 км на схід від Санкт-Галлена.
Райнек має площу 2,2 км², з яких на 55,9% дозволяється будівництво (житлове та будівництво доріг), 30,6% використовуються в сільськогосподарських цілях, 6,3% зайнято лісами, 7,2% не є продуктивними (річки, льодовики або гори).

## Демографія
2019 року в місті мешкало 3398 осіб (+2,2% порівняно з 2010 роком), іноземців було 33,7%. Густота населення становила 1545 осіб/км².
За віковим діапазоном населення розподілялося таким чином: 17,5% — особи молодші 20 років, 61,4% — особи у віці 20—64 років, 21,1% — особи у віці 65 років та старші. Було 1568 помешкань (у середньому 2,1 особи в помешканні).
Із загальної кількості 1620 працюючих 17 було зайнятих в первинному секторі, 682 — в обробній промисловості, 921 — в галузі послуг.